# Dosolo
Dosolo és un municipi situat al territori de la província de Màntua, a la regió de la Llombardia, (Itàlia).
Dosolo limita amb els municipis de Gualtieri, Guastalla, Luzzara, Pomponesco, Suzzara i Viadana.
Pertanyen al municipi les frazioni de Correggioverde i Villastrada.

## Galeria

Localització de Dosolo a la província de Màntua